# Čarodějnické procesy ve Slezsku

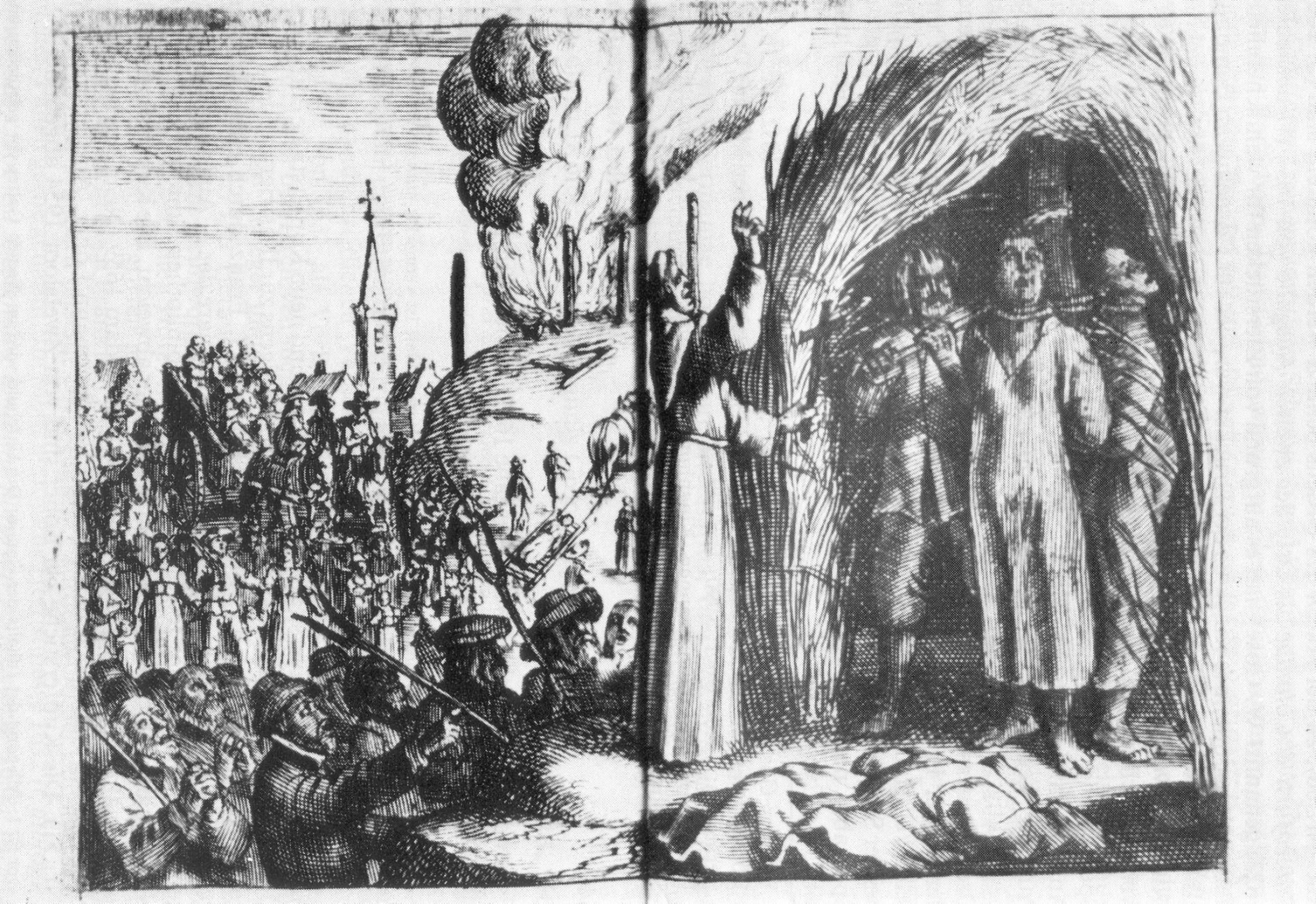
Poprava čarodějnic, 1632

Čarodějnické procesy ve Slezsku je označení pro sérii inkvizičních procesů, k nimž došlo na území Niského knížectví ve Slezsku v letech 1622-1684. Podobně jako většina ostatních procesů s čarodějnicemi se i tyto vyznačovaly perzekvováním nevinných lidí z pomstychtivosti a touhy po majetku a přiznáními vynucenými na základě psychického a fyzického týrání. Oběti těchto justičních vražd pocházely z Frývaldova (Jeseníku), Cukmantlu (Zlatých Hor), Nisy (Nyse) a Hlucholaz (Głuchołazy). Události, které proběhly v několika vlnách, nelze příliš dobře zmapovat, protože většina pramenů byla v pozdějších letech zničena.

## Příčiny
Niské knížectví patřilo k územím, kde došlo v 17. století k násilné rekatolizaci. V průběhu třicetileté války mířily do oblasti spousty katolických uprchlíků z protestantských říšských knížectví. Někteří z nich měli zajisté zkušenosti s čarodějnickými procesy, neboť v protestantských zemích hořely hranice s čarodějnicemi již mnoho desítek let. Věděli tedy, že se jedná o jeden ze způsobů, jak lze poměrně snadno přijít k majetku vyhlédlých obětí. Nešlo však zdaleka jen o otázku majetku. Víra v čarodějnice, černokněžníky a magii, byla mezi lidmi v 17. století stále hluboce zakořeněná a často stačil jen nepatrný impuls, aby nenávist a obava před těmito „bytostmi“ vyústila v bezohlednou snahu je najít a zničit.

## Průběh
Bezprostřední příčinou, která zažehla slezské procesy, bylo obvinění jesenické ženy Barbory Schmiedové jejím vlastním manželem 27. června 1622. Muž (obecní pastýř) tvrdil, že mu manželka podávala otrávený sýr a způsobila hynutí skotu svým čarodějnickým uměním. Žena byla ihned zatčena a za použití mučení podrobena prvnímu výslechu. Za tímto účelem byl sestaven soudní tribunál v čele s biskupským advokátem Janem Grosserem a městskými soudci Kašparem Schmidtzem a Melchiorem Wildenem. Barbora Schmiedová se pomocí útrpného výslechu „přiznala“ a jmenovala dalších pět spoluvinic. Mezi nimi byla i manželka jesenického radního Uršula Hegerová. Ty jmenovaly další osoby a tím se rozběhl klasický řetězec obvinění, mučení, doznání, další obvinění. Barbora Schmiedová byla upálena 3. července 1622, další následovaly krátce poté. Podle záznamů v soudních aktech bylo v první fázi procesů vyšetřováno 35 lidí. Už v tomto období se vlna čarodějnické inkvizice rozšířila z Jeseníku a okolí i na Zlatohorsko.
Druhá vlna procesů se zvedla r. 1636 a postihla především oblast Zlatohorska a Niska. Nevíme přesně, proč došlo k obnovení procesů, je však jisté, že k hlavním podněcovatelům nové inkviziční vlny patřil i biskupský prokurátor dr. Martin Lorenz z Nisy. Procesy se brzy rozrostly do té míry, že v září 1639 vydala nisská zemská vláda povolení ke stavbě spalovacích pecí „k spravedlivému popravování ďábelských přívrženců, čarodějnic a zloduchů“. Patrně se již nikdy nepodaří zjistit skutečný počet obviněných osob, které byly v druhé vlně procesů v letech upáleny jako čarodějnice. Podle neúplných údajů zemské vlády se jich uvádí 26, což však bude jen zlomek skutečného počtu obětí. Nepřímé důkazy hovoří možná až o 242 mrtvých v letech 1639–1651.
V roce 1651 začala další vlna procesů. Zasáhla především Jeseník, ale i Nisu, Hlucholazy a Zlaté Hory. Ze 14.(23.) května 1651 je zachován jeden z mála písemných rozsudků nad slezskou „čarodějnicí“. Stojí v něm mj. „...Uršula Schnurzelová, v Širokém Brodě narozená, hrubě proti přikázáním božím se prohřešila, od Boha, jeho matky a všech milých svatých odpadla, naproti tomu však tělem i duší prokletému pekelníku Rolandu se oddajíc, s ním mnohokráte tělesně obcovala, velebnou svátost znesvětila, též mnoha lidem čarováním uškodila, dobytku pak maso na pečínku vyřezávala, Ďábelskému umění jiné vyučíc, dalších mnoha skutků ohavných při svém dvacetiletém čarodějnictví se dopustila...“ Během června až září 1651 následovalo několik hromadných poprav, při nichž bylo zabito mnoho desítek lidí (přesný počet nelze určit). V tomto období se poprvé na scéně objevuje pozdější losinský a šumperský inkvizitor Jindřich František Boblig z Edelstadtu (dnešní Zlaté Hory), který byl v případě jesenických procesů zatím pouze přísedícím, ale jinak pilným a učenlivým žákem inkvizitora Ferdinanda Zachera z Nisy. Vratislavský biskup Karel Ferdinand se pokoušel zmírnit brutalitu soudů, ale jeho napomenutí nebylo bráno v potaz.
Po roce 1652 následovala třicetiletá přestávka, během níž nevíme ani o jednom procesu. V roce 1653 se na nějaký čas vytratil i Boblig, který přesídlil do Olomouce. Je však nepravděpodobné, že by v tomto období nedošlo k žádnému soudu s čarodějnicí, spíše se jedná o absenci pramenů. Poslední známé jesenické rozsudky pocházejí z let 1683–1684. 14. listopadu 1683 byl vynesen rozsudek nad Kašparem Gottwaldem a v únoru 1684 nad Annou Stenzelovou a její dcerou Rozinou. Všichni tři pocházeli z Domašova. V protokolu se uvádí: „Ježto se Rozina ve svém trojnásobném výslechu dobrovolně přiznala a stále na výpovědi trvá, že jsouc svedena matkou, strašnému a hroznému zločinu čarodějnictví se oddala, na vidlích proletíc komínem k ďábelským schůzkám na pastvisko vyjížděla, kde podle čarodějnických obyčejů tančila.“Je pravděpodobné, že v té době plály hranice i na jiných místech Niského knížectví i v jiných slezských knížectvích. Roku 1653 je uváděn rozsudek nad dvěma ženami z Opavy a roku 1667 bylo upáleno 16 osob na Ratibořsku. V Opavě se také odehrál jeden pozoruhodný případ, kdy byla z čarodějnictví obviněna 104letá stařenka Justina Fleischerová. Ta nařčení rezolutně odmítla a nakonec byla svěřena do péče jezuitů, kteří došli ke stejnému závěru – žena je nevinná. Pravděpodobně poslední známý slezský proces se odehrál roku 1740 ve Stínavě nad Odrou. Nebezpečí však nebylo zcela zažehnáno ani v následujících obdobích. Ještě roku 1775 se pokoušeli obyvatelé z okolí Nisy rozpoutat nové pronásledování žen obviněných z čarování, ale tento pokus byl později odhalen jako pouhé udavačství.

### Počty obětí

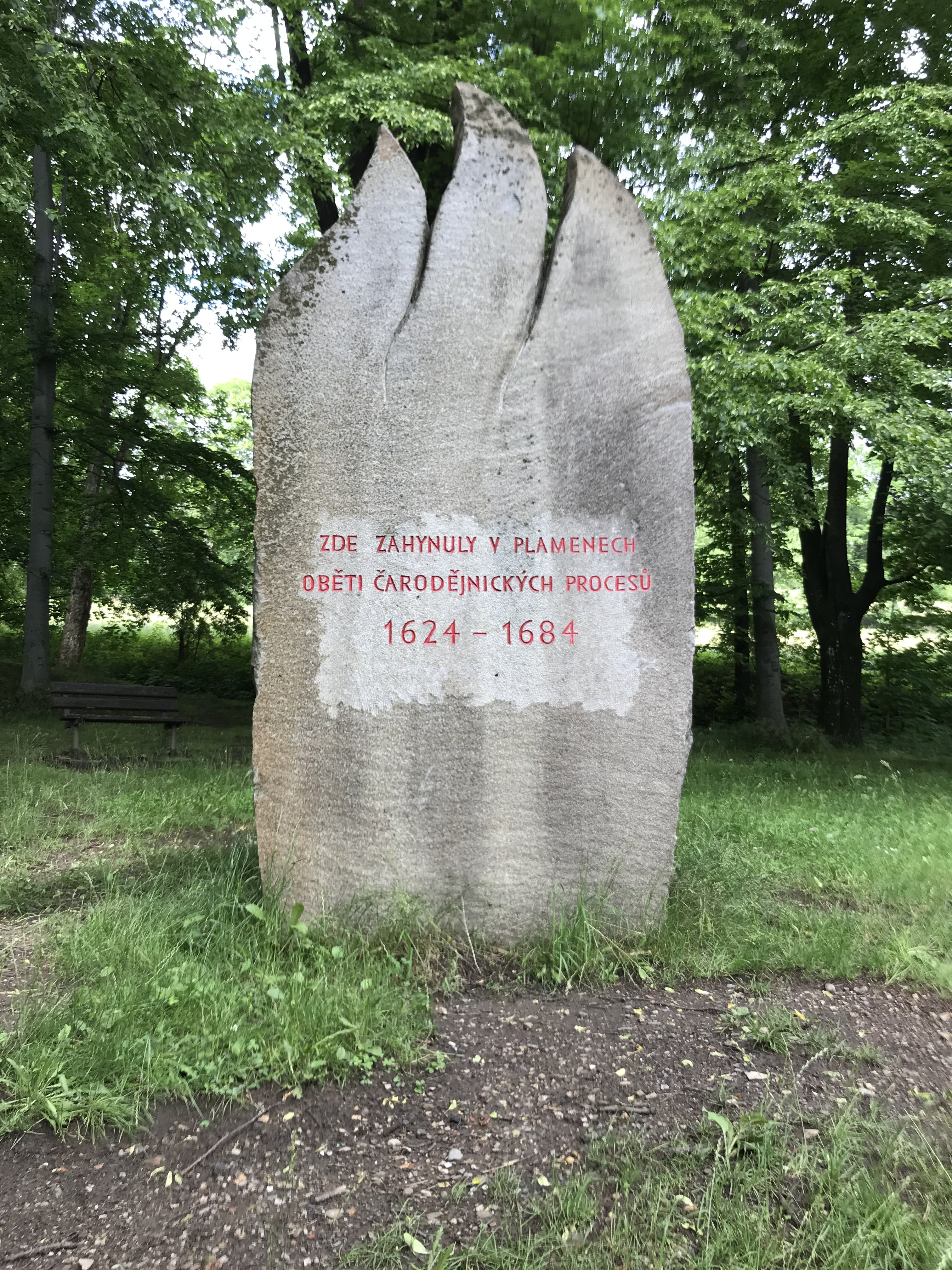
Pomník na paměť obětí čarodějnických procesů v Jeseníku.

Přesná čísla počtu obětí slezských procesů nejsou známa, protože v 19. století byla část protokolů zničena. Nicméně se uvádí, že v Jeseníku přišlo o život 165 osob, ve Zlatých Horách 85, v Nise 49, v Hlucholazích 22 a v Ratiboři 16. Několik dalších bylo upáleno v jiných městech. Je možné, že dalších 22 bylo popraveno v Mikulovicích, není však jisté, zda toto číslo není již zahrnuto v jesenických počtech. Jen v roce 1651, který byl z tohoto pohledu nejkrvavějším, bylo v niském knížectví zabito okolo 200 lidí. Celkem si tato série slezských procesů vyžádala minimálně 350 mrtvých, nicméně pokud se vezmou v úvahu horní odhady, mohl by se počet obětí vyšplhat i výrazně přes 500.